# Gildegau
Der Gildegau (auch Gellepgau oder Keldagau (überholt dagegen Keldachgau oder Keldaggau)) war ein frühmittelalterlicher Gau am linken Niederrhein.

## Namensgebung
Der Namen des Gilde-/Keldagaus leitet sich vom römischen Kastell Gelduba bei Krefeld-Gellep ab. Das Kastell Gelduba sicherte als Teil des Niedergermanischen Limes einen seit vorgeschichtlicher Zeit genutzten Rheinübergang. Archäologische Funde belegen, dass das Kastell nach Abzug der Römer durch die Franken in Besitz genommen und bis in das frühe 8. Jahrhundert bewohnt wurde (siehe z. B. die Funde aus dem Grab des merowingischen Fürsten Arpvar).
Der Ersatz des anlautenden G in Gildegau durch das oberdeutsche K in Keldagau ist offenbar auf den als Schwaben geltenden Kanzler Ernustus zurückzuführen.

## Urkundliche Belege
Die erste urkundliche Erwähnung des Gilde-/Keldagaus stammt aus dem sogenannten Testament der Adela von Pfalzel aus dem Jahr 732/33, das jedoch nur in einer interpolierten Fassung aus dem Anfang des 11. Jahrhunderts vorliegt. Darin findet sich eine Schenkung sitas in pago que dicitur Gildegavia. Während Wirtz diesen Gildegau bereits 1913/14 mit dem Kelda(ch)gau der unten genannten Urkunden gleichsetzte, sprachen sich Wampach (1930) und Levison (1948) gegen diese Übereinstimmung aus. Die jüngste Forschung jedoch schließt sich Wirtz an, so Ewig (1954), Rotthoff (1974) und Nonn (1983). Diese widersprechen jedoch der von Wirtz postulierten Gleichsetzung von Gildegau und Gillgau.
Die zeitlich nächste urkundliche Erwähnung des Gilde-/Keldagaus stammt aus dem Jahr 904. In einer Urkunde Ludwigs des Kinds werden dem Stift Kaiserswerth verschiedene Güter in comitatibus Ottonis et Eburharti in pagis Diuspurch et Keldaggouwe sita zugewiesen. Darunter Güter in Kaiserswerth, Kierst, Ilverich, Gellep, Himmelgeist, Mettmann, Neurath und Herisceithe. Während Kierst, Ilverich und Gellep unstrittig zum Gilde-/Keldagau gehörten, war die Verortung der weit weg von Duisburg gelegenen Orte Himmelgeist, Mettmann, Neurath und Herisceithe lange strittig. Dies führte in der Vergangenheit zu der fälschlichen Annahme, dass der Keldagau auch rechtsrheinische Gebiete beinhaltete, obwohl Mooren bereits 1861 im „Keldachgau“ das Gebiet um Gellep erkannte. Tatsächlich jedoch gehörten die genannten rechtsrheinischen Orte zu einem großen, zu Ripuarien gehörenden, rechtsrheinischen, gräflichen Amtsbezirk, der in der 904er Urkunde pagis Diuspurch genannt wird. Das zugehörige Grafengericht war im Anfang des 18. Jahrhunderts untergegangenen Ort Kreuzberg östlich von Kaiserswerth angesiedelt. Die neuere Forschung hat für diesen rechtsrheinischen Grafschaftsbezirk den Begriff der „Duisburg-Kaiserswerther Grafschaft“ geprägt.
Eine weitere Urkunde Ludwigs des Kindes aus dem Jahr 910 enthält den dritten und letzten überlieferten Beleg für den Gilde-/Keldagau, diesmal in einer latinisierten Form (in pago Keldocense).

## Lage
Der Gilde-/Keldagau lag westlich des Rheins mit Gelduba als namensgebendem Hauptort. Westlich schloss sich der Mühlgau an, südlich der Nievenheimer Gau und nördlich der Düffelgau. Gilde-/Keldagau, Mühlgau und Düffelgau bildeten zusammen den fränkischen Komitat und Großgau Hattuarien, der auch im Vertrag von Meerssen (870) erwähnt ist (Hattuarias).
Damit grenzte der hattuarische Gilde-/Keldagau sowohl im Süden als auch im Osten an den Großgau Ripuarien, nämlich im Süden an den ripuarischen Nievenheimer/Neusser Gau und im Osten, entlang des Rheins, an den ripuarischen Ruhrgau bzw. den pagus Diuspurch (Duisburg-Kaiserswerther Grafschaft).

## Grafen
Die zwei sicher belegten Grafen im Gilde-/Keldagau waren:
- Eberhard von Franken (* um 885; † 2. Oktober 939 bei Andernach), jüngerer Bruder des Königs Konrad I., 904 Graf im Gilde-Keldagau,[20][21][Anm. 3] 909 Laienabt des Klosters St. Maximin in Trier, 913 Graf im Hessengau und im Perfgau, 913 und 928 Graf im Oberlahngau, 914 bis 918 Markgraf, 918 (nach dem Tod seines Bruders) bis 939 Herzog von Franken, 926 bis 928 auch Herzog von Lothringen, 936 Truchsess und 938 Pfalzgraf. (Konradiner)
- Konrad I. († 23. Dezember 918), älterer Bruder des genannten Eberhard von Franken, 904 und 910 (Laien)-Abt in Kaiserswerth, 906 Herzog von Franken, 908 Graf im Hessengau, 910 Graf im Gilde-/Keldagau[22] und 911 bis 918 König des Ostfrankenreichs, begraben in Fulda. (Konradiner)

Von einer weiteren Person vermutet man, dass sie Graf im Gilde-/Keldagau war:
- Erenfried II. (urkundlich 942–966, † vor 970), 942 Graf im Zülpichgau, 945 Graf im Bonngau, 947 Graf im Großgau Hattuarien mit seinen Untergauen Düffelgau (947), Mühlgau (966) und deshalb vermutlich auch im dritten Untergau, dem Gilde-/Keldagau,[23] 950 und 956 Graf in der Duisburg-Kaiserswerther Grafschaft,[Anm. 4] 946/959 Graf in der Grafschaft Huy (Ezzonen)

Urkundlich nicht belegt sind in der Literatur verschiedentlich zu findende, weitere Gilde-/Keldagau-Grafen aus der Familie der Ezzonen. So etwa bei Justinus Pedro Johannes Gewin (1962):
- Erenfried I., laut Gewin urkundlich 866 bis 904 und Stammvater der Ezzonen, wird von Gewin aufgrund eines Diploms Ottos I. vom 21. April 956[24], in dem Otto I. dem Stift Gandersheim eine ältere Schenkung bestätigt, als Graf im Keldachgau bezeichnet. Erenfrieds I. Grafschaftsrechte im Keldachgau leitet er aus der Textstelle in Cruft et in Calechheim et in Hliurithi in comitatu Irmenfridi ab, da er Kalkum in einem rechtsrheinischen „Keldachgau“ annahm und für ihn die Personen Erenfried und Irmenfridi identisch waren.[25]
- Everhard I., laut Gewin urkundlich 904 bis 937 und Erenfrieds I. Sohn, wurde von Gewin mit Verweis auf das Jahr 904 ebenfalls als Graf im „Keldachgau“ geführt.[26] Gewin bezieht sich offenbar auf die o. g. Urkunde Ludwigs des Kindes und den darin erwähnten Grafen Ebuhart[i].

Diese und weitere Interpretationen Gewins verwarf Kluger (1993) und bezeichnete sie als „blühende Phantasiegebilde, die leider Anhänger gefunden haben.“ Laut Kluger war der mit einer Adelgunde verheiratete Erenfried I., der 888 Graf im Bliesgau und möglicherweise 895 Graf in pago Scarmis (Gau und Grafschaft Charpeigne) war, kein Graf im Gilde-/Keldagau. Ebenso wenig dessen angeblicher Sohn Everhard I., der nach Kluger nicht zu den Ezzonen, sondern zur Konradiner-Sippe zu rechnen ist (siehe oben Eberhard von Franken).